# Vuelta en un día (análisis bursátil)
Las denominadas vuelta en un día, ya sean alcistas o bajistas, son formaciones de cambio de tendencia que se producen al final de un movimiento al alza o a la baja en el mercado bursátil.
Estas formaciones no son fiables, pero pueden servir como indicadoras de un cambio de tendencia en el mercado.

## Tipos
Vuelta bajista
En una tendencia al alza se produce la vuelta en un día cuando la cotización abre al alza y los precios en ese día alcanzan un nivel máximo bastante elevado en comparación con el anterior, pero cierran por debajo de la apertura del día y en la parte más baja del movimiento intradiario. Supone la presencia de una señal de venta o permanencia fuera del mercado (vendido).
Vuelta alcista
En una tendencia bajista se produce la figura cuando los precios abren a la baja y alcanzan un mínimo intradía muy bajo, pero la sesión cierra a un precio superior al de apertura del día, y en la zona alta del movimiento intradiario. La formación de esta figura configura la presencia de una señal de compra.

## Isla de vuelta
Se denominan así a los picos de valor, tanto al alza como a la baja, que se producen en el precio de un valor sin que aparentemente sigan una tendencia previa. Estas fluctuaciones se deben a momentos de euforia y normalmente tienden a equilibrarse en poco tiempo.